# 83 TCN
Năm 83 TCN là một năm trong lịch Julius. 